# Zac Brown Band
 (février 2012).
Si vous disposez d'ouvrages ou d'articles de référence ou si vous connaissez des sites web de qualité traitant du thème abordé ici, merci de compléter l'article en donnant les références utiles à sa vérifiabilité et en les liant à la section « Notes et références ».
Zac Brown Band est un groupe américain de musique country originaire d'Atlanta, en Géorgie. Il est composé de Zac Brown (chant, guitare), Jimmy De Martini (violon, chant), John Driskell Hopkins (guitare basse, chant), Coy Bowles (guitare, claviers), Chris Fryar (batterie) Clay Cook (guitare, claviers, mandoline, guitare, chant) et Daniel de los Reyes (percussions). Ils ont enregistré six albums studio, et classé six singles à la première place du classement Billboard country : Chicken Fried, Toes, Highway 20 Ride, Free, As She's Walking Away et Keep Me In Mind.

## Histoire
Zac Brown est né le 31 juillet 1978 à Cumming, en Géorgie. Il grandit à Dahlonega et apprend à jouer de la guitare à l'âge de 7 ans. Adolescent, il commence à se produire seul. Il étudie à l'University of West Georgia en 1998 où il sera membre de la fraternité Zeta Kappa Alpha. Il monte un groupe avec lequel il se produit dans des petits restaurants locaux.
En 2002, le Zac Brown Band est formé, et ensemble, ils prennent la route pour une tournée d'environ 200 dates par an. En 2003, Zac crée son propre label, appelé Home Grown (aujourd'hui, appelé Southern Ground pour des raisons légales).
En 2004, Brown ouvre un club de musique et un restaurant avec son père près du lac Oconee. Le Zac Brown Band a joué régulièrement dans ce club. Un promoteur achète le restaurant, permettant à Zac et à la bande d'acheter un bus de tournée, et de prendre la route à plein temps. Le Zac Brown Band sort son premier album studio Far from Einstyne la même année suivi par Home Grown l'année suivante. Un album live intitulé Live from the Rock Bus Tour sort en 2007 sur le label Home Grown.
En 2006, le groupe sort The Fondation avec le producteur Keith Stegall. L'album a été repris par Live Nation pour leur nouveau label. 
Le Zac Brown Band signe chez Live Nation Records en 2008. Leur premier single, Fried Chicken, enregistré en 2003 et inclus dans l'album Home Grown, est ré-enregistré et distribué en radios en 2008. En octobre 2008, Atlantic Records reprend la distribution de Chicken Fried. L'album atteint le numéro 1 sur les palmarès country en novembre 2008. En janvier 2009, Clay Cook rejoint le groupe en tant que multi-instrumentiste, et le groupe sort son deuxième single, Whatever It Is, qui devient numéro deux. En juillet 2009, un troisième single, Toes, devient leur deuxième titre à atteindre la première place. Leur quatrième titre à obtenir cette place sera Highway 20 Ride. Le 16 et 17 juillet 2010, ils jouent en première partie du Dave Matthews Band le titre Free qui deviendra leur cinquième hit dans la semaine du 21 août 2010.  
En 2013, Zac Brown collabore avec Dave Grohl, leader des Foo Fighters pour créer The Grohl Sessions Vol. 1 qui sortira le 10 décembre 2013 exclusivement sur Itunes. Grohl a produit cet EP et il y joue de la batterie.

## Discographie

### Albums studio
| Far from Einstyne                                                                   | - Premier album studio - Date de sortie : 2004 - Label : auto-réalisé                                                           | — | — | —  |                            |
| Home Grown                                                                          | - Second album studio - Date de sortie : 16 décembre 2005 - Label : auto-réalisé                                                | — | — | —  |                            |
| The Foundation                                                                      | - Troisième album studio - Date de sortie : 18 novembre 2008 - Label : Atlantic/Home Grown/Big Picture                          | 2 | 9 | —  | - CAN: Or - US: 2× Platine |
| You Get What You Give                                                               | - Quatrième album studio - Date de sortie : 21 septembre 2010 - Label: Atlantic/Home Grown/Big Picture                          | 1 | 1 | 12 |                            |
| Uncaged                                                                             | - Cinquième album studio - Date de sortie : 10 juillet 2012 - Label : Atlantic/Southern Ground/RPM                              | 1 | 1 | 1  | - US : Platine - CAN : Or  |
| Jekyll + Hyde                                                                       | - Sixième album studio - Date de sortie : 28 avril 2015 - Label : John Varvaos Records/Big Machine Label Group/Republic Records | 1 | 1 | 1  | - US : Platine - CAN : Or  |
| Welcome Home                                                                        | - Septième album studio - Date de sortie : 12 mai 2017 - Label : Elektra Records                                                | 1 | 2 | 2  | - US : 308,600             |
| The Owl                                                                             | - Huittième album studio - Date de sortie : 20 septembre 2019 - Label : BMG                                                     |   |   |    |                            |
| "—" signifie que l'album de s'est pas classé ou qu'il n'est pas sorti dans ce pays. | |   |   |    |                            |

### Albums live
| Live from the Rock Bus Tour                                                         | - Premier album live - Date de sortie : 3 janvier 2007 - Label : Home Grown                 | — | —  |
| Pass the Jar                                                                        | - Second album live - Date de sortie : 4 mai 2010 - Label : Atlantic/Home Grown/Big Picture | 2 | 17 |
| "—" signifie que l'album de s'est pas classé ou qu'il n'est pas sorti dans ce pays. |                                                                                             |   |    |

### Compilation albums
| Titre                   | Détails                                                                                             | Meilleure position | Meilleure position | Meilleure position | Ventes        |
| Titre                   | Détails                                                                                             | US Country         | US                 | AUS                | Ventes        |
| ----------------------- | --------------------------------------------------------------------------------------------------- | ------------------ | ------------------ | ------------------ | ------------- |
| Greatest Hits So Far... | - Date de sortie : 10 novembre 2014 - Label: Atlantic/Southern Ground - Formats: CD, téléchargement | 3                  | 20                 | 67                 | - US: 347,000 |

### Extended plays
| Live from Bonnaroo                                                                  | - Premier extended play - Date de sortie : 4 août 2009 - Label : Atlantic/Home Grown/Big Picture | 20 | 95 |              |
| The Grohl Sessions, Vol. 1 (avec Dave Grohl)                                        | - Date de sortie : 10 décembre 2013 - Label : Southern Ground - Formats: CD, téléchargement      | 5  | 25 | - US: 27,000 |
| "—" signifie que l'album de s'est pas classé ou qu'il n'est pas sorti dans ce pays. |                                                                                                  |    |    |              |

### Singles

#### Années 2000
| Année | Titre             | Meilleure position | Meilleure position | Meilleure position | Meilleure position | Certifications                | Ventes           | Album          |
| Année | Titre             | US Country         | US Country Airplay | US                 | CAN                | Certifications                | Ventes           | Album          |
| ----- | ----------------- | ------------------ | ------------------ | ------------------ | ------------------ | ----------------------------- | ---------------- | -------------- |
| 2008  | "Chicken Fried"   | 1                  | 1                  | 20                 | 52                 | - US : 6x Platinum - CAN : Or | - US : 5,001,500 | The Foundation |
| 2009  | "Whatever It Is"  | 2                  | 2                  | 26                 | 72                 | - US: 2x Platinum             |                  | The Foundation |
| 2009  | "Toes"            | 1                  | 1                  | 25                 | 60                 | - US: 3x Platinum - CAN: Or   | - US: 3,024,000  | The Foundation |
| 2009  | "Highway 20 Ride" | 1                  | 1                  | 40                 | 66                 | - US: Platinum                | - US : 1,058,000 | The Foundation |

### Années 2010
| 2010                                           | "Free"                                       | 1  | 1  | —  | 34 | —  | —  | 59 | - US : Platine                |                  | The Foundation             |
| 2010                                           | "As She's Walking Away" (feat. Alan Jackson) | 1  | 1  | —  | 32 | —  | —  | 49 | - US : Platine                |                  | You Get What You Give      |
| 2011                                           | "Colder Weather"                             | 1  | 1  | —  | 29 | —  | —  | 47 | - US : 2x Platinum - CAN : Or | - US : 2,017,000 | You Get What You Give      |
| 2011                                           | "Knee Deep" (feat. Jimmy Buffett)            | 1  | 1  | —  | 18 | —  | —  | 42 | - US : 3× Platinum - CAN : Or | - US : 2,181,000 | You Get What You Give      |
| 2011                                           | "Keep Me in Mind"                            | 1  | 1  | —  | 35 | —  | —  | 64 | - US : Platine                |                  | You Get What You Give      |
| 2012                                           | "No Hurry"                                   | 2  | 2  | —  | 50 | —  | —  | 72 |                               |                  | You Get What You Give      |
| 2012                                           | "The Wind"                                   | 11 | 11 | —  | 70 | —  | —  | 68 |                               |                  | Uncaged                    |
| 2012                                           | "Goodbye in Her Eyes"                        | 5  | 1  | —  | 48 | 1  | —  | 54 | - US : Platine                |                  | Uncaged                    |
| 2013                                           | "Jump Right In"                              | 13 | 2  | —  | 53 | 3  | —  | 63 |                               | - US : 299,000   | Uncaged                    |
| 2013                                           | "Sweet Annie"                                | 6  | 1  | —  | 47 | 2  | —  | 47 | - US : Or                     | - US: 439,000    | Uncaged                    |
| 2014                                           | "All Alright"                                | 24 | 17 | —  | —  | 40 | —  | —  |                               | - US : 58,000    | The Grohl Sessions, Vol. 1 |
| 2015                                           | "Homegrown"                                  | 2  | 1  | —  | 35 | 1  | —  | 43 | - US : Platine                | - US : 764,000   | Jekyll + Hyde              |
| 2015                                           | "Heavy Is the Head" (feat. Chris Cornell)    | —  | —  | 1  | —  | —  | 1  | —  |                               |                  | Jekyll + Hyde              |
| 2015                                           | "Loving You Easy"                            | 4  | 1  | —  | 40 | 2  | —  | 55 |                               | - US : 377,000   | Jekyll + Hyde              |
| 2015                                           | "Junkyard"                                   | —  | —  | 32 | —  | —  | 49 | —  |                               |                  | Jekyll + Hyde              |
| 2015                                           | "Beautiful Drug"                             | 5  | 1  | —  | 52 | 2  | —  | 68 |                               | - US : 412,000   | Jekyll + Hyde              |
| 2016                                           | "Castaway"                                   | 17 | 14 | —  | 96 | 17 | —  | —  |                               | - US : 200,000   | Jekyll + Hyde              |
| 2017                                           | "My Old Man"                                 | 10 | 14 | —  | 68 | —  | —  | —  | - US : Or                     | - US : 197,000   | Welcome Home               |
| 2017                                           | "Roots"                                      | 39 | 36 | —  | —  | —  | —  | —  |                               |                  | Welcome Home               |
| 2018                                           | "Someone I Used to Know"                     | 27 | —  | —  | —  | —  | —  | —  |                               |                  | À venir                    |
| "—" signifie que le titre ne s'est pas classé. |                                              |    |    |    |    |    |    |    |                               |                  |                            |